# Phalotris labiomaculatus
Phalotris labiomaculatus är en ormart som beskrevs av De Lema 2002. Phalotris labiomaculatus ingår i släktet Phalotris och familjen snokar. Inga underarter finns listade i Catalogue of Life.
Denna orm förekommer i norra Brasilien i delstaterna Maranhão och Tocantins. Den vistas där i savannlandskapet Cerradon. Honor lägger ägg.
Lokalt är landskapets omvandling till jordbruksmark ett hot mot beståndet. IUCN listar arten som livskraftig (LC).